# Илуридзе, Георгий
Гео́ргий Илури́дзе (груз. გიორგი ილურიძე; род. 20 февраля 1992, Тбилиси) — грузинский футболист, полузащитник.

## Карьера

### Клубная
Воспитанник грузинского футбола, начинал карьеру в тбилисском «Динамо», в 2009 году вместе с командой выиграл Кубок Грузии. С февраля 2010 года находился на просмотре в «Анжи» из Махачкалы, который завоевал путёвку в Премьер-лигу. Контракт с махачкалинским клубом подписал лишь в преддверии сезона. В российской Премьер-лиге дебютировал 6 мая 2010 года в выездном матче против московского «Спартака» (3:0), Илуридзе вышел на 75 минуте вместо Михаила Бакаева. В сентябре 2010 года Илуридзе получил травму ноги. В начале 2012 года перебрался в «Дилу». 31 июля 2014 года в Берне дебютировал за «Эрмис» в матче третьего квалификационного раунда Лиги Европы против «Янг Бойз», заменив на 66-й минуте Луиса Морана.

## В сборной
Георгий Илуридзе выступал за юношескую сборную Грузии, где его партнёром был Жано Ананидзе. С 2009 по 2011 годы игрок молодёжной сборной Грузии. В конце августа 2013 года был вызван в сборную Грузии на предстоящие матчи отборочного турнира ЧМ-2014 против Франции и Финляндии, однако из-за травмы не присоединился к сборной.

## Достижения
«Динамо» (Тбилиси)
- Обладатель Кубка Грузии: 2008/09

 «Дила»
- Обладатель Кубка Грузии: 2011/12